# Kostanj, Kamnik
Kostanj je naselje v Občini Kamnik.
Kostanj je manjše naselje v Tuhinjski dolini pod Kostavsko planino (Slevec 1070 mnm).

## Zgodovina
Kostanj (Chestinberch) je eno starejših naselji, ki je prvič omenjeno leta 1258, ko je Neža III. Andeška, žena koroškega vojvode Ulrika III. Španhajmskega potrdila darilo šestih kmetij Neže Svibenjske v Kostanju samostanu v Velesovem.

## NOB
Na sestanku zaupnikov iz Tuhinjske doline so v Kostanju ustanovili enega prvih odborov OF v kamniškem okrožju. Dne 13.4.1942 je nemški okupator vas požgal, prebivalce pa izgnal. Dne 14.12.1942 so nemške enote na Kostavski planini obkolile tabor Kamniškega bataljona; po hudem boju z močnejšim sovražnikom, v katerem je padlo 16 partizanov, so se partizani uspeli prebiti iz obroča.